# Juan Domingo de Haro

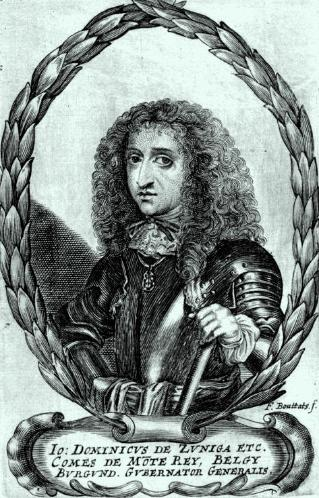
Retrato por Frederik Bouttats II.

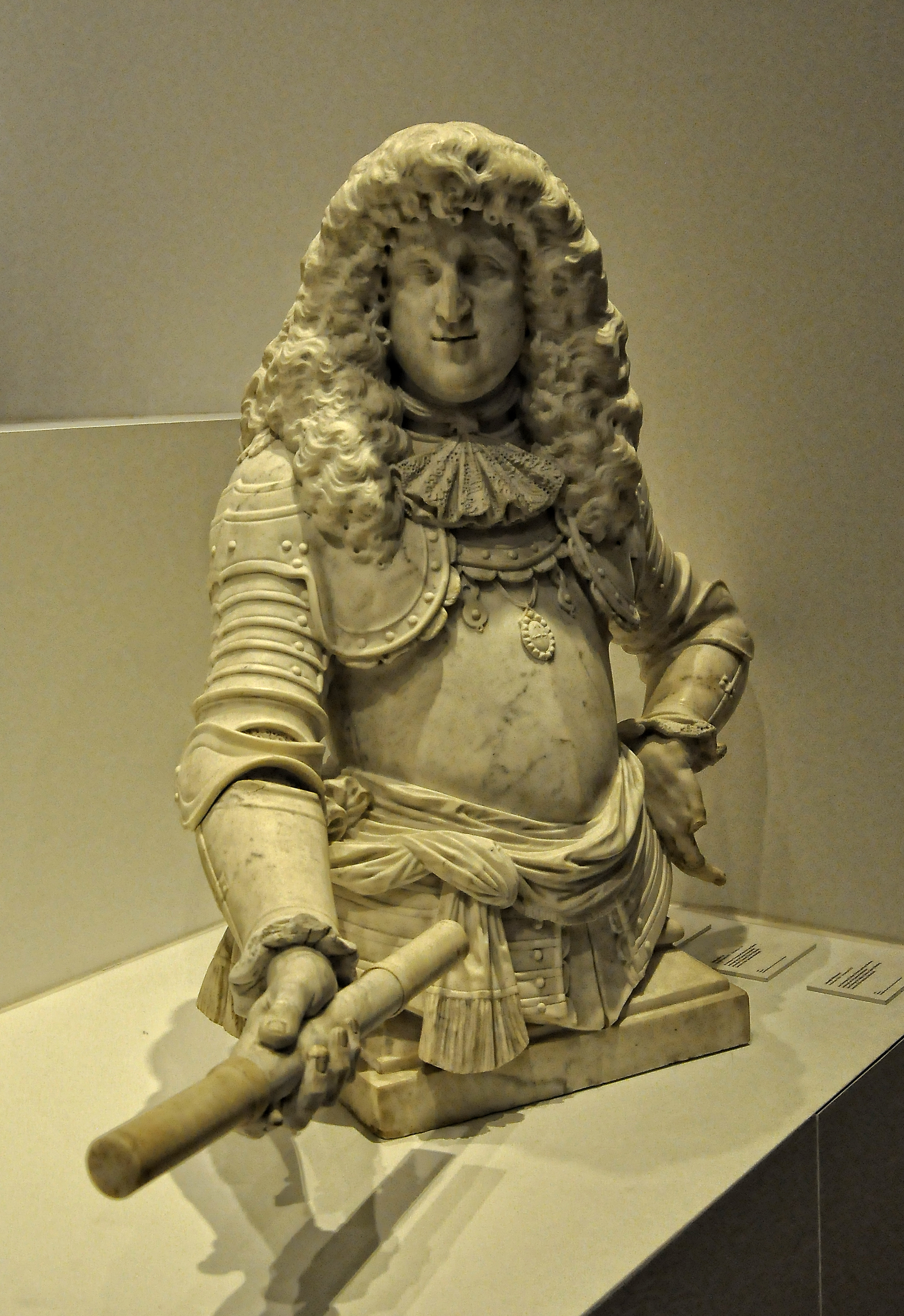
Juan Domingo Méndez de Haro y Sotomayor, conde de Monterrey, gobernador de Flandes. Escultura de Lodewijk Willemsens. Museum aan de Stroom (Amberes, Bélgica).

Juan Domingo Méndez de Haro y Sotomayor, apellidado también de Zúñiga y Fonseca, conde de Monterrey (Madrid, 25 de noviembre de 1640-ib., 2 de febrero de 1716), fue un aristócrata, militar y hombre de estado español.

## Biografía
Era el segundo hijo de Luis Méndez de Haro y Guzmán, VI marqués del Carpio, I duque de Montoro y II conde-duque de Olivares (que fue primer ministro de Felipe IV en sucesión de su tío el primer conde-duque), y de Catalina de Córdoba, su mujer, hija de los duques de Segorbe. Su hermano mayor Gaspar de Haro y Guzmán también alcanzaría puestos de relevancia en la monarquía.
 
Tras contraer matrimonio en 1657 con Inés Francisca de Zúñiga y Fonseca, VII condesa de Monterrey y IV condesa de Ayala, comenzó a utilizar los títulos nobiliarios y apellidos de su esposa. La pareja no tuvo descendencia.
En su infancia y juventud sirvió como menino y gentilhombre de Felipe IV y desde 1663 fue caballero de la Orden de Santiago, de la que llegaría a ser trece y comendador mayor de Castilla. Fue también capitán de caballería y posteriormente maestre de campo de un tercio de infantería. 
En 1667 marchó a los Países Bajos, de los que fue gobernador entre 1670 y 1675. Entre 1677 y 1678 fue virrey de Cataluña, que estaba siendo atacada por las tropas de Luis XIV de Francia durante la guerra de Holanda, y ese mismo año presidente del Consejo de Flandes. 
En 1693 fue nombrado consejero de Estado del rey Carlos II; en 1700, tras la muerte de éste, miembro de la junta de gobierno del reino hasta la llegada a España de Felipe V y en 1702, de la junta que auxilió a la regente durante las estancias del rey en Italia.
Tras quedar viudo en 1710 se ordenó sacerdote, ingresando en la congregación de San Pedro de Madrid. Muerto repentinamente a los 76 años de edad, su cuerpo fue depositado en la iglesia de San Felipe Neri y posteriormente trasladado al convento de la Concepción de Salamanca.
| Predecesor: Íñigo Melchor Fernández de Velasco | Gobernador de los Países Bajos Julio de 1670 – febrero de 1675 | Sucesor: Carlos de Gurrea Aragón y Borja |
| Predecesor: Alejandro Farnesio                 | Virrey de Cataluña Mayo de 1677 – junio de 1678                | Sucesor: Diego Felípez de Guzmán         |